# Edipo Rodríguez
Edipo Antonio Rodríguez Encarnación, meglio noto come Edipo (Santa Cruz de Barahona, 27 giugno 1993), è un calciatore dominicano con cittadinanza spagnola, centrocampista del Cibao.

## Carriera

### Nazionale
Nel 2014 ha esordito in nazionale.

## Statistiche

### Cronologia presenze e reti in nazionale
| Cronologia completa delle presenze e delle reti in nazionale ― Rep. Dominicana | Cronologia completa delle presenze e delle reti in nazionale ― Rep. Dominicana | Cronologia completa delle presenze e delle reti in nazionale ― Rep. Dominicana | Cronologia completa delle presenze e delle reti in nazionale ― Rep. Dominicana | Cronologia completa delle presenze e delle reti in nazionale ― Rep. Dominicana | Cronologia completa delle presenze e delle reti in nazionale ― Rep. Dominicana | Cronologia completa delle presenze e delle reti in nazionale ― Rep. Dominicana | Cronologia completa delle presenze e delle reti in nazionale ― Rep. Dominicana |
| Data                                                                           | Città                                                                          | In casa                                                                        | Risultato                                                                      | Ospiti                                                                         | Competizione                                                                   | Reti                                                                           | Note                                                                           |
| ------------------------------------------------------------------------------ | ------------------------------------------------------------------------------ | ------------------------------------------------------------------------------ | ------------------------------------------------------------------------------ | ------------------------------------------------------------------------------ | ------------------------------------------------------------------------------ | ------------------------------------------------------------------------------ | ------------------------------------------------------------------------------ |
| 9-9-2018                                                                       | Willemstad                                                                     | Bonaire                                                                        | 0 – 5                                                                          | Rep. Dominicana                                                                | CONCACAF Nations League 2019-2020 - Qualificazioni                             | -                                                                              |                                                                                |
| 12-10-2018                                                                     | Santiago de los Caballeros                                                     | Rep. Dominicana                                                                | 3 – 0                                                                          | Isole Cayman                                                                   | CONCACAF Nations League 2019-2020 - Qualificazioni                             | 1                                                                              | 86’                                                                            |
| 17-11-2018                                                                     | L'Avana                                                                        | Cuba                                                                           | 1 – 0                                                                          | Rep. Dominicana                                                                | CONCACAF Nations League 2019-2020 - Qualificazioni                             | -                                                                              |                                                                                |
| 24-3-2019                                                                      | Santiago de los Caballeros                                                     | Rep. Dominicana                                                                | 1 – 3                                                                          | Bermuda                                                                        | CONCACAF Nations League 2019-2020 - Qualificazioni                             | -                                                                              |                                                                                |
| 7-9-2019                                                                       | Lookout                                                                        | Montserrat                                                                     | 2 – 1                                                                          | Rep. Dominicana                                                                | CONCACAF Nations League 2019-2020 - Fase a gironi                              | -                                                                              |                                                                                |
| 10-9-2019                                                                      | Santo Domingo                                                                  | Rep. Dominicana                                                                | 1 – 0                                                                          | El Salvador                                                                    | CONCACAF Nations League 2019-2020 - Fase a gironi                              | -                                                                              |                                                                                |
| 12-10-2019                                                                     | Santo Domingo                                                                  | Rep. Dominicana                                                                | 3 – 0                                                                          | Saint Lucia                                                                    | CONCACAF Nations League 2019-2020 - Fase a gironi                              | -                                                                              | 70’                                                                            |
| 15-10-2019                                                                     | Santo Domingo                                                                  | Rep. Dominicana                                                                | 0 – 0                                                                          | Montserrat                                                                     | CONCACAF Nations League 2019-2020 - Fase a gironi                              | -                                                                              | 84’ 93’                                                                        |
| 16-11-2019                                                                     | Gros Islet                                                                     | Saint Lucia                                                                    | 1 – 0                                                                          | Rep. Dominicana                                                                | CONCACAF Nations League 2019-2020 - Fase a gironi                              | -                                                                              | 68’                                                                            |
| 19-11-2019                                                                     | San Salvador                                                                   | El Salvador                                                                    | 2 – 0                                                                          | Rep. Dominicana                                                                | CONCACAF Nations League 2019-2020 - Fase a gironi                              | -                                                                              | 75’                                                                            |
| Totale                                                                         |                                                                                | Presenze                                                                       | 30                                                                             |                                                                                | Reti                                                                           | 6                                                                              |                                                                                |